# マリンコ・ガリッチ
マリンコ・ガリッチ（Marinko Galič、1970年4月22日 - ）は、スロベニア (旧ユーゴスラビア)・コペル出身の元同国代表サッカー選手。現役時代のポジションはDF。

## 来歴
コペルに生まれ、1991年に地元クラブのFCコペルでキャリアをスタートさせた。主にスロベニアやクロアチアのクラブを転々とし、1994年からはスロベニア代表にも定期的に招集されるようになった。同代表ではUEFA EURO 2000と2002 FIFAワールドカップの2つのメジャー大会に出場。前者ではグループステージ全試合で出番を得たが、ワールドカップでは初戦のスペイン代表戦でのパフォーマンスが問題視され、その後はレギュラーから外れた。
ワールドカップ後からはスロベニア代表から招集されなくなり、2009年にNKマレチニクで現役を引退した。現役引退後はツェリェでサッカースクールを立ち上げ、後身の育成に力を注いでいる。

## 代表歴

### 出場大会
- スロベニア代表
  - 2002 FIFAワールドカップ

### 試合数
- 国際Aマッチ 69試合 0得点（1990年-2002年）[3]

| スロベニア代表 | 国際Aマッチ | 国際Aマッチ |
| 年             | 出場        | 得点        |
| -------------- | ----------- | ----------- |
| 1990           | 1           | 0           |
| 1991           | 1           | 0           |
| 1992           | 0           | 0           |
| 1993           | 1           | 0           |
| 1994           | 9           | 0           |
| 1995           | 8           | 0           |
| 1996           | 7           | 0           |
| 1997           | 2           | 0           |
| 1998           | 8           | 0           |
| 1999           | 9           | 0           |
| 2000           | 8           | 0           |
| 2001           | 9           | 0           |
| 2002           | 6           | 0           |
| 通算           | 69          | 0           |